# Виногради (колонія)
Виногради (Чуранда, Чуранда-Виногради, рос. Чуранда) — колишня чеська колонія Бежівської волості Житомирського повіту Волинської губернії та Високівської і Високо-Чеської сільських рад Черняхівського району Волинської округи, Київської й Житомирської областей.

## Населення
У 1906 році чисельність населення колонії становила 102 мешканці, дворів — 17, у 1923 році — 128 осіб, дворів — 16, у 1924 році — 120 осіб, у 1927 році — 108 осіб, дворів — 27.

## Історія
Заснована у 1890 році. Земельна громада мала у користуванні близько 220 десятин землі, колоністи займалися хмелярством. Станом на 1905 рік мали 1925 кіп хмелю.
У 1906 році — колонія Бежівської волості (7-го стану) Житомирського повіту Волинської губернії. Відстань до губернського та повітового центру, м. Житомир, становила 17 верст, від волосного центру, села Бежів — 8 верст. Найближче поштово-телеграфне відділення розміщувалося у Черняхові.
У 1923 році включена до складу новоствореної Високівської сільської ради, яка 7 березня 1923 року увійшла до складу новоутвореного Черняхівського району Житомирської (згодом — Волинська) округи. Відстань до районного центру, містечка Черняхів, становила 8 верст, до центру сільської ради, с. Високе — 2,5 версти. 18 жовтня 1924 року, відповідно до рішення Волинської ГАТК від 8 жовтня 1924 року, підпорядкована новоутвореній Високо-Чеській сільській раді Черняхівського району.
У 1930—40 роках мешканці колонії були піддані репресіям та депортаціям.
Знята з обліку населених пунктів до 1 вересня 1946 року.